# Divisões administrativas da Grécia

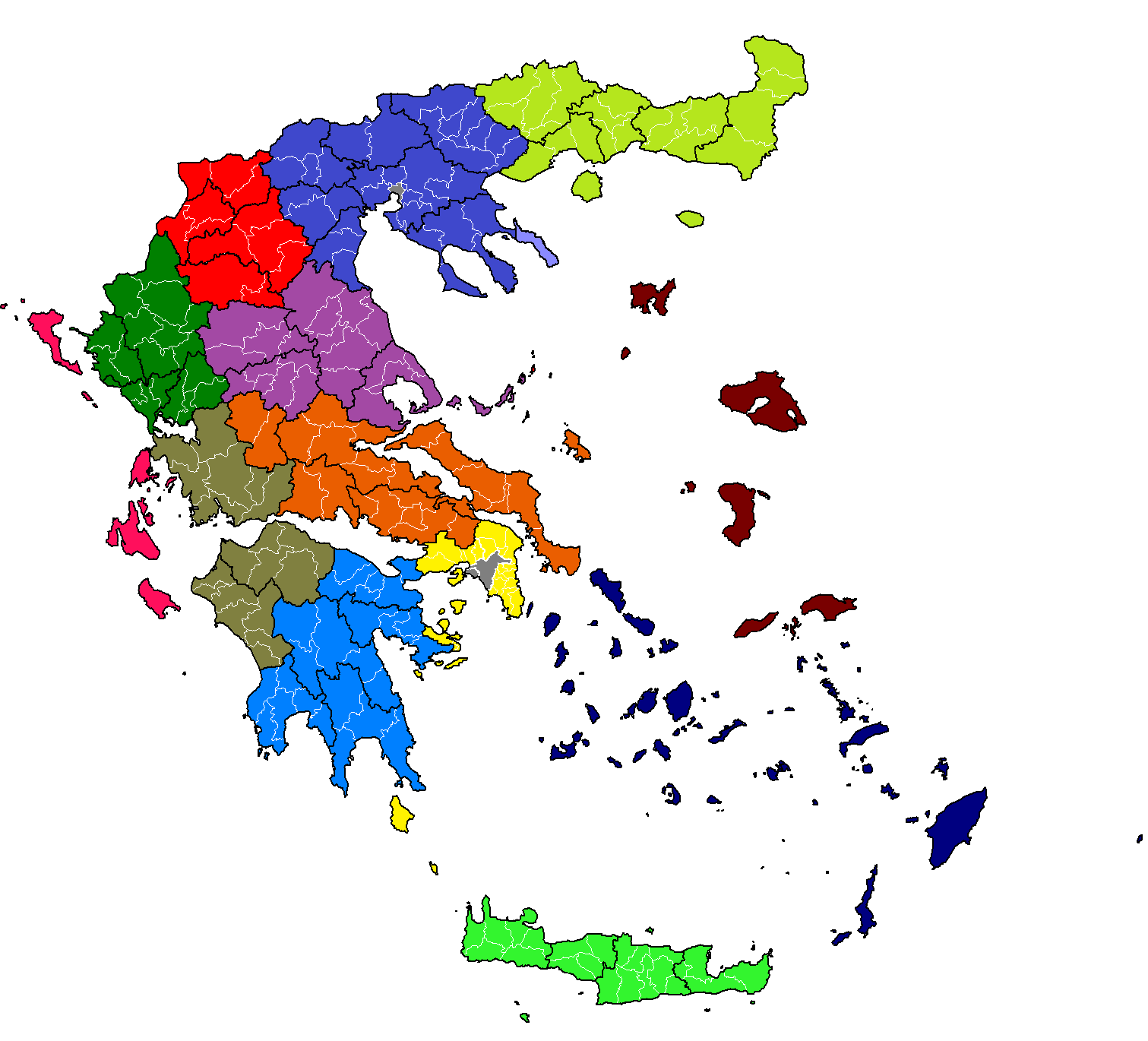
A nova divisão administrativa da Grécia, mostrando regiões e municípios

Em 1º de Janeiro de 2011, de acordo com o  Plano  Kallikratis (Lei 3852/2010), o sistema administrativo da Grécia foi drasticamente reformulado. O antigo sistema de 13 regiões, 54 prefeituras e 1033 municípios e comunidades foi substituído por 7 administrações descentralizadas, 13 regiões e 325 municípios. As regiões e municípios são totalmente autoadministradas, e as suas primeiras eleições ocorreram entre 7 e 14 novembro de 2010. As administrações descentralizadas são dirigidas por um secretário-geral nomeado pelo Governo Grego. O Estado Monástico Autónomo da Montanha Sagrada, uma entidade autônoma autorregulada, foi uma exceção nessas reformas.